# Antonín Viktora
Antonín Viktora (29. května 1943 – 29. května 2014) byl český jazzový kytarista.
V sedmdesátých letech spolupracoval s Jiřím Suchým a skupinou C&K Vocal. Později působil ve skupině Jazz Sanatoria Luďka Hulana a následně působil v kapele SHQ Karla Velebného. Během své kariéry spolupracoval i s dalšími hudebníky, mezi které patří například Karel Gott, Eva Svobodová, Emil Viklický či zpěvačka Dara Rolins. Rovněž vydal album nazvané Tony. Zemřel v den svých 71. narozenin.